# Омораси
Омораси (яп. お漏らし) — парафилия, фокус эротического интереса которой — возбуждение от полного мочевого пузыря у себя/у кого-то другого и/или обмочение самого себя и/или лицезрение того, как кто-то мочится под себя.

## Терминология
Руководство по клинической сексуальности для специалистов в области психического здоровья определяет омораcи как «постоянное сексуальное возбуждение из-за переполнения мочевого пузыря». Доктор Дж. Пол Федорофф признаёт эту характерную черту, отмечая, что «тема установления контроля над автономными процессами занимает заметное место в парафилии, известной как омораси, которая вызывает сексуальное возбуждение, связанное с ощущением потребности в мочеиспускании из-за переполнения мочевого пузыря».
Большинство фетишистских действий с использованием телесных жидкостей рассматриваются широкой общественностью как «хардкор», табу или «игра на грани».
В англоязычном БДСМ-сообществе термин «контроль за использованием туалета» используется для описания особой формы игры омораси, в которой доминант контролирует, как, когда и разрешается ли сабмиссиву пользоваться туалетом.

## В Японии

### Фетишистские фильмы
Чтобы обойти строгую японскую цензуру, элементы омораси включались в так называемые фильмы пинку-эйга, первым из которых стал вышедший в 1973 году «Старшая школа ужасов: Класс линчевания». Сегодня снимаются видеоролики, напоминающие игровые шоу, в которых участники должны соревноваться в различных испытаниях на удержание мочи. Одним из примеров таких шоу является шоу «Турнир отчаяния» компании Giga.

### Предметы коллекционирования
С появлением омораси в манге и последующим её распространением среди отаку на японском рынке появилось множество предметов коллекционирования на тему омораси, в том числе туалетная бумага «Сидзукуиси кюн кюн», на которой изображены сцены недержания мочи с участием главной героини Сидзукуиси из манги Iinari! Aibure-shon.

## Вне Японии
Хотя за пределами Японии существует небольшое сообщество, посвящённое данному фетишу, оно обычно остаётся в тени более популярных фетишей — уролагнии и урофагии. Vice Media задокументировала сообщение о сообществе омораси, существующей в Соединённых Штатах Америки по меньшей мере с 1970 года. В 2018 году журналы People и New York Post сообщили об использовании англоязычного слова «peegasm (сращение слов „pee“ и „orgasm“)» среди людей, которые практиковали «выделение мочи после длительного периода времени» для достижения «стимуляции тазовых нервов», что «могло ощущаться как оргазмическая реакция».
Хотя омораси не получил широкого признания, исследования, проведённые в Англии, показали, что недержание мочи во время сексуальной активности является «распространённым, но редко вызываемым симптомом», наблюдаемым у 24 % сексуально активных женщин. Более того, не удалось выявить никакой связи с каким-либо конкретным нарушением функции мочевого пузыря, связанным с этими симптомами, что указывает на то, что такое подтекание мочи является нормальным явлением.